# Renzo Gracie

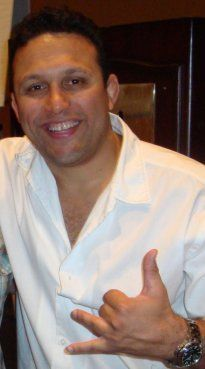
Renzo Gracie

Renzo Gracie (* 11. März 1967 in Rio de Janeiro) ist ein brasilianischer BJJ-Kampfsportler und Mitglied der Gracie Family. Er ist ein Schwarzgurtträger 6. Grades.

## Leben
Renzo Gracie hat elf Geschwister, darunter Charles Gracie, Ralph Gracie sowie Ryan Gracie.
In gemischten Kampfkünsten nahm er an der Ultimate Fighting Championship, den Pride Fighting Championship, K-1, RINGS und der International Fight League (als Cheftrainer der New York Pitbulls) teil. Er gewann Kämpfe gegen fünf frühere UFC-Champions: Frank Shamrock (UFC-Champion im Halbschwergewicht), Carlos Newton (UFC-Champion im Weltergewicht), Pat Miletich (UFC-Champion im Weltergewicht), Maurice Smith (UFC-Champion im Schwergewicht) und Oleg Taktarov (UFC-6-Turnier-Gewinner).
Er ist Head Instructor der Renzo Gracie Academy in Midtown Manhattan und unterhält außerdem Partnerakademien in den USA, Brasilien, Peru, Singapur, Kanada, Mexiko, Südafrika, Österreich und Israel. Als Jiu-Jitsu-Trainer bildete Gracie eine Reihe von professionellen Kämpfern aus, darunter Georges St-Pierre, Frankie Edgar, Chris Weidman, Ricardo Almeida, Rodrigo Gracie, Roy Nelson und Paul Creighton. Er ist auch der persönliche Jiu-Jitsu-Lehrer von Mohammed bin Zayed Al Nahyan
Ein Dokumentarfilm aus dem Jahr 2008 zeigt den Einfluss von Gracie auf die Kampfkünste Brazilian Jiu-Jitsu und Mixed Martial Arts über einen Zeitraum von zehn Jahren von dessen Ursprüngen als Bare-Knuckle und zeigt die Ursprünge des Sports von den Anfängen bis zur Verbreitung in Japan und Amerika.
Gracie ist Co-Autor von zwei Lehrbücher über Jiu-Jitsu: mit seinem Cousin Royler Gracie schrieb er „Brasilianisches Jiu-Jitsu. Theorie und Technik“ und mit John Danaher „Mastering Jujitsu“.
Im Mai 2014 wurde Renzo in New York City festgenommen, nachdem er wegen einer Gruppenschlägerei angezeigt worden war. Er hatte einen Türsteher krankenhausreif geprügelt. Gracie gab an, er habe den Türsteher zu Boden gebracht, ihn aber nicht geschlagen, dieser sei zuvor „ausgetickt“. Gracies Cousin Igor Gracie wurde wegen dieses Vorfalls ebenfalls verhaftet. Beide bekannten sich schuldig; sie wurden im Mai 2015 von einem New Yorker Gericht zu 15 Tagen gemeinnütziger Arbeit verurteilt und mussten 10.000 USD Kaution zahlen.
Gracie lebt in Holmdel Township, New Jersey. Er und seine Frau Cristina haben drei Kinder, Catarina, Cora und Ruran.

## MMA-Karriere
Renzo Gracie debütierte im brasilianischen Bereich. Er hatte sein erstes Match gegen Luiz Augusto Alvareda, den er mit seinen Ringer-Kenntnissen dominierte und durch Rear Naked Choke unterwarf. Nach dem Match zog er in die Vereinigten Staaten, um Brazilian Jiu-Jitsu zu unterrichten.
Im Oktober 1995 wurde Gracie zum Kampf bei den World Combat Championships berufen, einer Veranstaltung, die von Jon Peters Sohn Christopher ins Leben gerufen wurde. An der Veranstaltung nahmen zwei getrennte Turniere für schlagende Kampfkünste sowie Grappling teil, deren Sieger im Finale aufeinander treffen würden. Gracie wurde wegen seines BJJ-Hintergrundes letzteren zugeteilt. Hier gewann er gegen den niederländischen Judoka Ben Spijkers und Phil Benedict sowie das Finale gegen Kickboxer James Warring.
1997 nahm Gracie am Pentagon Combat teil, einem MMA-Event, das von Sheikh Tahnoon bin Zayed gegründet wurde. Er kämpfte gegen Eugenio Tadeu. Während des Kampfes fingen die Zuschauer an zu randalieren, es kam u. a. zu einer massiven Schlägerei, Schüsse waren hörbar. Das Ereignis führte dazu, dass gemischte Kampfkünste für zehn Jahre in Rio de Janeiro verboten wurden.
Sein erster Kampf bei den Pride Fighting Championships, Pride 1 gegen den japanischen Judo-basierten Kämpfer Akira Shoji endete unentschieden. In Pride 2, gegen Judoka und Catch Wrestler Sanae Kikuta besiegte er diesen in der sechsten Runde nach einem Guillotine-Choke. In Pride 8 kämpfte er gegen den Wrestler Alexander Otsuka. Dieses Match endete damit, dass beide eine jeweils Submission anstrebten. Im Jahr 2000 kehrte Gracie in Fighting Network Rings zurück, um gegen Kazushi Sakuraba zu kämpfen. Wegen einer Verletzung während des Spiels wurde der Kampf abgebrochen. Gracie kämpfte bei Pride 13  gegen den amerikanischen Wrestler Dan Henderson und wurde von diesem besiegt. Es folgte Gracies Sieg über den Michiyoshi Ohara. In Pride 21 im Jahr 2002 wurde er von Shungo Oyama besiegt. Sein letztes Match für Pride 2003 Carlos Newton, bei dem Newton den Split-Entscheidungssieg errang, was Gracie bestritt.
2006 kämpfte Gracie bei der International Fighting League, als er Pat Miletich innerhalb von drei Minuten mit Guillotine unterwarf. Es kam dann zu einem Rematch gegen Carlos Newton. Der Kampf endete ohne Ergebnis und der Sieg wurde von den Richtern Gracie zugesprochen. Dieses Ergebnis führte zu Kontroversen und Gracie erklärte selbst, dass er Newton als Sieger ansah. 2007 gewann Gracie ein Match gegen den ehemaligen UFC Light Heavyweight Champion Frank Shamrock, der vom Schiedsrichter wegen seines unfairen Kampfstils disqualifiziert wurde. Nach dem Match musste Gracie von seiner Mannschaft aus dem Ring in seine Umkleidekabine gebracht werden, weil er durch Schläge eine Gehirnerschütterung davongetragen hatte.
Nach einer dreijährigen Unterbrechung unterzeichnete Gracie im Dezember 2009 einen Sechs-Kämpfe-Vertrag mit der UFC und trat im April gegen den ehemaligen UFC-Weltmeister im Weltergewicht Matt Hughes an. Hughes beendete den Kampf gegen Gracie mit einer Reihe von Schlägen. Gracie verlor durch TKO nach 4:40 in Runde 3 gegen Hughes.
Am 2. November 2014 kämpfte Renzo noch einmal in einem Grappling Match im Brazilian Jiu Jitsu Format „Metamoris“, welches von Ralek Gracie, seinem Neffen, gegründet wurde. Der Kampf endete unentschieden.
2018 trat Gracie beim One Championship Reign of Kings gegen Yuki Kondo an. Dies war sein erster Kampf seit seiner Niederlage gegen Matt Hughes im Jahr 2010. Er gewann den Kampf durch Rear Naked Choke in der zweiten Runde.

## Meisterschaften und Erfolge

### Submission Grappling
- Degree Coral Belt in Brazilian Jiu-Jitsu

### Mixed Martial Arts
- World Combat Championships 1 Tournament Sieger

## Dokumentation
Am 14. November 2008 erschien auf DVD eine Dokumentation mit dem Titel „Renzo Gracie: Legacy“, die Gracie über 10 Jahre seines Lebens folgte. Die DVD wurde nur auf Amazon.com und www.renzogracielegacy.com veröffentlicht. Der Slogan lautet „Eine 10-jährige Geschichte gemischter Kampfkünste mit den Augen von Renzo Gracie, einem seiner charismatischsten Pionier.“